# Sutanto (Schiff)
Die Sutanto ist eine Korvette der indonesischen Marine, die zur Baureihe Projekt 133.1 gehört. Das Schiff leistete zwischen 1981 und 1990 zunächst seinen Dienst als Wismar in der Volksmarine der DDR, war dann bis 1991 Teil der Bundesmarine und wurde 1993 an Indonesien verkauft.

## Kommandanten
| von          | bis                | Dienstgrad       | Name        |
| ------------ | ------------------ | ---------------- | ----------- |
| 9. Juli 1981 | 27. September 1991 | Fregattenkapitän | Wulf Habeck |

## Bau

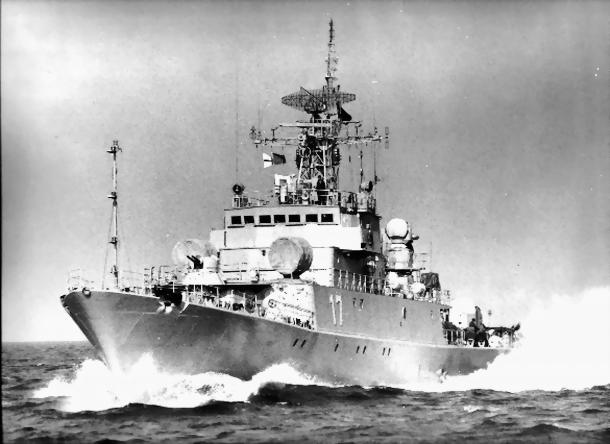
Die Wismar mit provisorischer Rumpfnummer 17 während der Werfterprobung.

Das Schiff wurde am 2. Oktober 1978 als erstes Schiff einer neuen Serie von Küstenschutzschiffen für die Volksmarine der DDR auf der Peene-Werft in Wolgast auf Kiel gelegt. Zunächst hatte das Schiff noch den Namen Prenzlau. Der Stapellauf des Schiffes erfolgte am 6. Juli 1979. Immer wieder verzögerte sich aufgrund vieler Probleme die Fertigstellung des Schiffes. Da zum X. Parteitag der SED im April 1981 der DDR-Bevölkerung Erfolge präsentiert werden sollten, wurde kurzerhand das zweite Schiff der Serie, die Parchim mit der Bordnummer 242, pünktlich zum Parteitag in Dienst gestellt. Infolge der Umsortierung der Bauserie bekam das Schiff ab April 1981 den Namen Wismar. Erst am 9. Juli 1981 wurde die Wismar – mit der Bordnummer 241 – in Dienst gestellt. Da das zweite Schiff der Serie – die Parchim – vor der Wismar in Dienst gestellt wurde, trug die Bauserie nicht den Namen Wismar, sondern Parchim.

## Unter deutschen Flaggen

### Volksmarine
Während ihrer Dienstzeit unter der Flagge der Volksmarine nahm die Wismar an verschiedenen Einsätzen und Seeübungen teil, wobei sie nie das Seegebiet der Ostsee verließ. Die weiteste Fahrt führte das Schiff im Sommer 1989 im Rahmen eines Flottenbesuches nach Helsinki.
Angelaufene Häfen während der Dienstzeit in der Volksmarine waren Helsinki, Baltijsk, Swinemünde, Peenemünde, Peenewerft Wolgast, Stützpunkt Wolgast, Saßnitz, Wismar und Warnemünde.

### Bundesmarine
Am 3. Oktober 1990 wurde die Wismar mit der neuen Bordnummer P 6170 in den Schiffsbestand der Bundesmarine übernommen. Bis zur Außerdienststellung am 27. September 1991 hat das Schiff unter der Flagge der Bundesmarine noch Neustadt in Holstein, Kiel, Eckernförde, Olpenitz, Flensburg, Frederikshavn, Wilhelmshaven und die Schleusen des Nord-Ostsee-Kanals Kiel-Holtenau und Brunsbüttel angelaufen.

### Fahrleistungen
In zehn Jahren und 60 Tagen legte das Schiff insgesamt 44.531 sm zurück (entspricht zweimal am Äquator um die Erde), davon in der Bundesmarine 3.492,4 sm. Es wurden zehn Hauptmaschinenwechsel durchgeführt, davon sechs durch die Besatzung. 14-mal lief das Schiff die Peenewerft / den Stützpunkt Wolgast zu Wartungen und Reparaturen an. Dabei passierte die Wismar 28-mal die „Brücke der Freundschaft“, elfmal davon mit eigener Kraft ohne Schlepper.
Dreimal lief das Schiff die Patenstadt Wismar an.

## Unter indonesischer Flagge

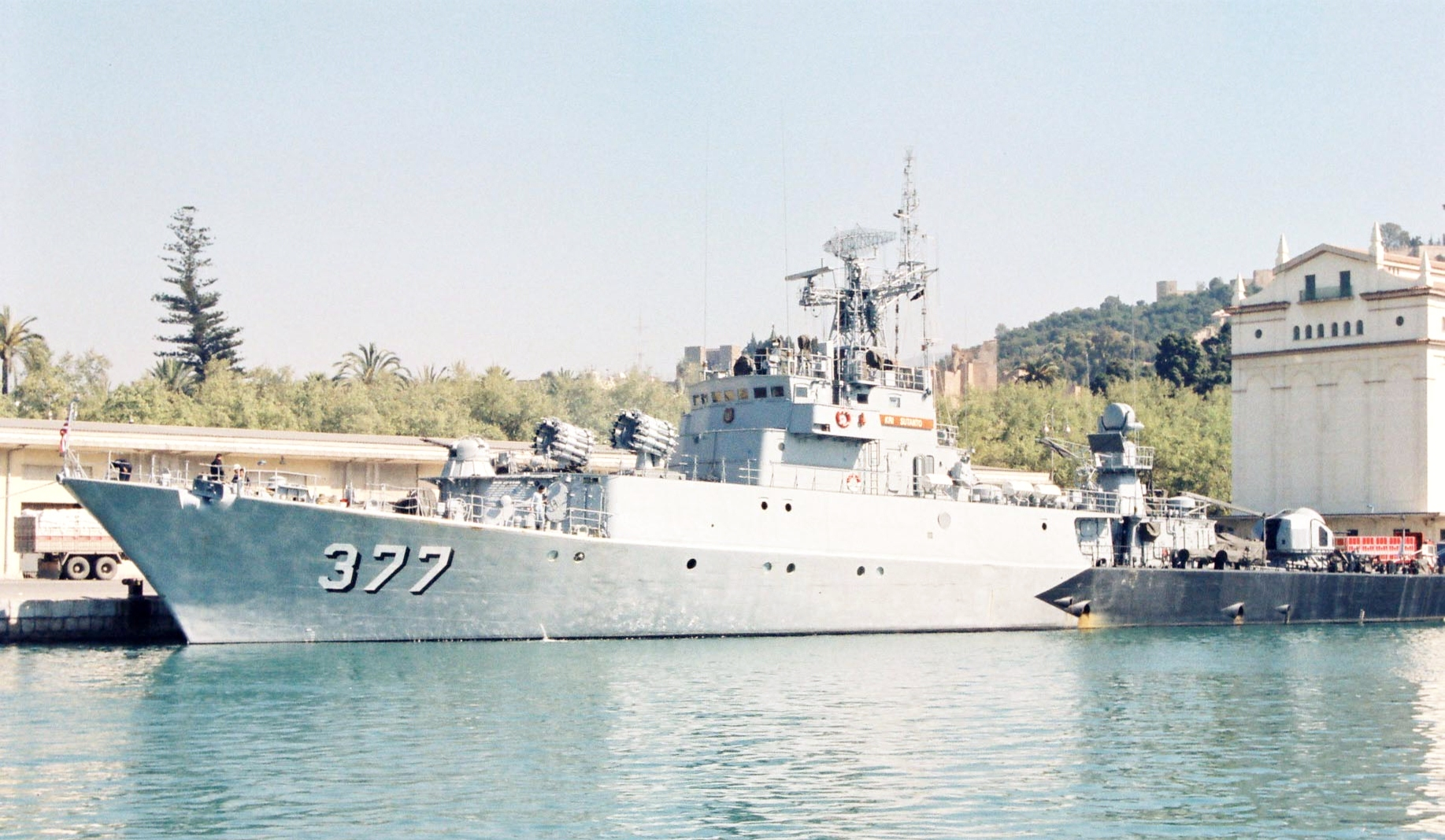
Die Sutanto während ihrer Überführungsfahrt in Málaga

Im Januar 1993 wurde die Wismar zusammen mit allen anderen Schiffen der Baureihe mit vollständiger Bewaffnung und Ausrüstung an die Republik Indonesien übergeben. Nach dem Herstellen der Fahrbereitschaft unter Aufsicht der indonesischen Marine in der Peenewerft Wolgast erfolgte die Überführung auf eigenem Kiel nach Indonesien.
Das Schiff erhielt die Rumpfnummer 377 und wird als KRI Sutanto (STO)–377 geführt.